# Blind Faith
Blind Faith (deutsch: „Blindes Vertrauen“) war eine britische Supergroup, bestehend aus Steve Winwood (Gesang und Tasteninstrumente), Eric Clapton (Gitarre), Ginger Baker (Schlagzeug) und Ric Grech (Bass, Violine), die von Robert Stigwood und Chris Blackwell ins Leben gerufen wurde.

## Bandgeschichte
Blind Faith wurde im Frühjahr 1969 von Eric Claptons Manager in London gegründet. Clapton und Baker hatten zuvor zusammen in der Band Cream gespielt, Winwood kam von Traffic und Grech von Family. Am 7. Juni 1969 gab Blind Faith das erste – auf eigenes Verlangen ausdrücklich eintrittsfreie – Konzert im Londoner Hyde Park vor über 100.000 Besuchern, durch welches die Gruppe schlagartig bekannt wurde. Im selben Jahr veröffentlichte Blind Faith ihr einziges Album, benannt nach der Band, von welchem in der ersten Absatzwoche bereits 400.000 Exemplare verkauft wurden. Daran schlossen sich Tourneen in Skandinavien und Amerika an, wobei Free und Delaney & Bonnie als Vorgruppen fungierten. Trotz der Erfolge von Album und Tournee gab es Spannungen innerhalb der Band, da die musikalischen Vorstellungen der vier Bandmitglieder auf Dauer nicht auf einen gemeinsamen Nenner zu bringen waren. Bereits im September 1969 erfolgte die Auflösung von Blind Faith; kurz darauf starteten die einzelnen Bandmitglieder neue Musikprojekte, in denen sie ihre solistischen Führungsansprüche besser umsetzen konnten.

## Album

Label des Musikalbums Blind Faith, 1969

Das einzige, vielfach prämierte Album der Band, Blind Faith (August 1969), zeigt auf dem Cover ein elfjähriges Mädchen mit nacktem Oberkörper, was für Aufsehen sorgte. Für das Cover der amerikanischen Ausgabe wurde daher stattdessen ein neutrales Foto der Band verwendet.
Die Originalversion des Albums weist nur sechs Musikstücke auf, davon fünf Eigenkompositionen. Drei stammen aus der Feder von Winwood (Had to Cry Today, Can’t Find My Way Home und Sea of Joy), der in technischer Hinsicht mittels Rückkopplungen, Clusters und eigenwilligen Melodiestrukturen das Timbre einer Rock-Kammermusik aufbaute. Clapton steuerte Presence of the Lord bei. Der sechste Titel (Track 3 auf der CD) ist eine Coverversion des Buddy-Holly-Klassikers Well… All Right, welche sich durch eine außergewöhnliche Coda in Form eines bluesrockorientierten Pianosolos von Steve Winwood auszeichnet. Weiterhin herausragend ist das 15-minütige, von vielschichtiger Offbeat-Rhythmik im Fünf-Viertel-Takt geprägte Do What You Like von Ginger Baker mit einem diffizilen Schlagzeugsolo.
2001 erschien eine erweiterte De Luxe Edition des Albums, die neben Outtakes auch vier jeweils rund 15-minütige Jams enthält. Ferner sind als Bootlegs weitere Outtakes sowie Mitschnitte von diversen Konzerten erschienen.
Das Album erreichte sowohl in Großbritannien als auch in den USA Platz 1 und hielt sich in den US-Charts 45 Wochen unter den Top 100. In Deutschland schaffte es das Album auf Platz 5 der Albumcharts. Es gilt in der Rockmusikszene auf Grund der gelungenen Synthese von Blues, Rock und Pop nach wie vor als Meilenstein des progressiven britischen Bluesrock. Produzent des Albums war Jimmy Miller.